# Roi Mu de Chu
Le Roi Mu de Chu (chinois : 楚穆王 ; pinyin : Chǔ Mù Wáng), (???-614 av. J.C),est le cinquième Roi de l'état de Chu. Il règne de 625 a 614 av J.C., durant la Période des Printemps et Automnes, de l'histoire de la Chine.Son nom de naissance est Xiong Shangchen (chinois traditionnel : 熊商臣), "Roi Mu" étant son nom posthume.
Shangchen est le fils du Roi Cheng de Chu. Dans un premier temps, Cheng fait de lui son prince héritier; mais en 626  av J.C il change d'avis et tente de l'évincer pour faire de son autre fils, Xiong Zhi, le nouveau prince héritier. En agissant ainsi, il suit les conseils de son épouse Zheng Mao. Lorsque Shangchen est mis au courant du plan de son père, il encercle le palais avec ses soldats et force le roi Cheng à se pendre.  Ceci fait, Shangchen monte sur le trône et devient le nouveau Roi du Chu.  
Le roi Mu règne durant neuf ans et a sept enfants. À sa mort, c'est son fils ainé Xiong Lü (chinois : 熊旅 ; pinyin : Xióng Lǚ) qui lui succède et devient le Roi Zhuang de Chu.